# Macra
Macra là một đô thị tại tỉnh Cuneo trong vùng Piedmont của Italia, vị trí cách khoảng 80 km về phía tây nam của Torino và khoảng 35 km về phía tây bắc của Cuneo. Tại thời điểm ngày 31 tháng 12 năm 2004, đô thị này có dân số 63 người và diện tích là 24.4 km².
Macra giáp các đô thị: Celle di Macra, Marmora, Sampeyre, San Damiano Macra và Stroppo.